# 1609년
1609년은 목요일로 시작하는 평년이다.

## 연호
- 명(明) 만력(萬曆) 37년
- 일본(日本) 게이초(慶長) 14년
- 후 레 왕조(後黎朝) 호앙딘(弘定) 10년
- 막 왕조(莫朝) 끼엔통(乾統) 17년

## 기년
- 류큐(琉球) 쇼네이왕(尚寧王) 21년
- 명(明) 신종 만력제(神宗 萬曆帝) 37년
- 조선(朝鮮) 광해군(光海君) 원년
- 후 레 왕조(後黎朝) 경종(敬宗) 10년

## 사건
- 9월 12일 - 영국 탐험가 헨리 허드슨, 미국 뉴욕 시 인근의 허드슨강 발견.
- 9월 22일 - 조선 강원도에서 미확인비행물체가 목격되다.
- 11월 30일 - 이탈리아 천문학자 갈릴레오 갈릴레이, 망원경으로 최초로 달을 관측.
- 독일 동인도 회사, 차 (음료)를 유럽에 들여옴.

## 사망
- 2월 17일 - 토스카나의 대공 페르디난도 1세
- 6월 3일 - 조선의 왕자 임해군